# NPO 라디오 1
NPO 라디오 1(NPO Radio 1)은 네덜란드 공영 방송(NPO)에서 운영되는 네덜란드의 라디오 방송 중 하나이다. 주로 뉴스 및 시사, 스포츠 위주로 방송한다.

## 개요
NPO 라디오 1의 전신은 1947년에 개국한 힐베르쉼 2였다. 1985년 12월 1일에 라디오 1이란 이름으로 바뀌었고, 2014년에 현재의 이름이 되었다.
과거에는 중파 방송(AM) 1008 kHz로 1950년에서 1975년까지, 2001년부터 2003년까지 방송하였다. 1975년에서 2001년까지는 잠시 AM 747 kHz 주파수로 방송한 적이 있다. 이후 라디오 1의 주파수 재할당으로 2003년 6월 1일에 중파 방송을 폐지하였다.
2015년 기준으로 NPO 라디오 1에서 다음 방송국들에게 할당하여 송출하고 있다. :

NOS, AVROTROS(구 AVRO-TROS), KRO-NCRV, BNN-VARA, WNL, EO, NTR, VPRO, MAX, PowNed, HUMAN

## 주요 프로그램
- Argos : VPRO, VARA, HUMAN 제작 : 사회 문제 관련 프로그램
- De Nieuws BV : BNN-VARA 제작
- De Ochtend : KRO-NCRV 제작 : 시사 및 의견 프로그램
- De Perstribune : MAX 제작
- Dit is de Dag : EO 제작 : 저널리즘 프로그램
- Kamerbreed : AVROTROS(TROS)제작 : 토론 프로그램
- Nieuws en Co : NOS, NTR 제작 : 시사 프로그램
- Radio 1 Journaal : NOS : 정규 뉴스 프로그램
- Radio EenVandaag : AVROTROS 제작 : 인터뷰 프로그램

## 방송 송출
- FM 라디오 : 91.8~105.3 MHz (암스테르담 98.6 MHz)
- 디지털 오디오 방송(DAB+) : 12C
- 카날디지탈(CanalDigitaal) : 700 (Astra 19.2°E), 701 (Astra 23.5°E)
- Digitenne: 101
- KPN: 801
- Ziggo: 801

## 같이 보기
- 네덜란드 공영 방송